# 廣華物産
廣華物産株式会社（こうかぶっさん）は、東京都板橋区中丸町に本社を置くラジカセを中心とした電気機器などの輸入・製造・販売を主な事業とする電気機器メーカー、 また中国を主とした輸入商社である。WINTECH（ウインテック）、MateStarなどのAVブランドを持つ。過去にはKOHKAブランドでAV機器を展開していたこともある。ジェネリック家電メーカーの1社でもある。

## 製品の特徴
オーソドックスなラジオ、ラジカセから、CDジュークボックスなどの雑貨系家電、インターネットラジオ、その他顧客の要求に合わせOEM生産を行い、生活家電製品まで幅広く販売する。2010年12月には大型10インチのブルーレイポータブルプレーヤーを発売した。
また2011年7月には防災用品としてラジオ付き充電式扇風機を発売した。オーディオ中心の企画、輸入、開発を中心に事業展開しているが、家電量販店、ホームセンター、スーパー、通信販売、雑貨店などの販路に併せ、ベーシックタイプのAV機器から、ジュークボックス型CDラジオなどの雑貨家電、オーソドックスなCDラジカセであっても、白、ブルー、ピンク、黒、シルバーなど色展開で商品に幅を持たせるなどして差別化を図っていたが、カラーヴァリエーション路線は廃止された。
2020年代は小型化から特徴的なデザインを持つ形状に興味が移り変わっている。

## 沿革
- 1992年（平成4年） - 廣華物産株式会社設立。
- 1995年（平成7年） - 中国広州事務所設立。
- 2011年（平成23年） - 中国広州出張所設立。

## 主要商品・ブランド
音響機器
- ラジカセ - WINTECH
  - WT-22M（シングルラジカセ）
  - MJ-181（ダブルラジカセ）※ブランド統一によりMateStar→WINTECHへ
  - CDR-A3（CDラジカセ）
  - CDR-A5（CDラジカセ）
  - PCT-01R（ポータブルラジカセ）
  - BM-65（ホームラジカセ）
  - BM-70USB（ホームラジカセ） 2011年9月発売
  - CDR-W60（CDダブルラジカセ） 2011年10月発売
  - CDR-B33（CDラジカセ） 2012年2月発売
- CDラジオ - WINTECH
  - KC-120（CDラジオ）
  - CDC-200（CDクロックラジオ）
  - CDC-250（CDクロックラジオ）
  - CDC-800（CDクロックラジオ）
  - CDC-900（CDクロックラジオ）
  - KC-500R（SD/USB/CDラジオ）
- DVDラジオ - WINTECH
  - DVR-D720（液晶付きDVDラジオ） 2012年5月発売
- ラジオ - WINTECH、audion
  - KSR-20（防滴ラジオ）
  - MR-37（ポータブルラジオ）
  - MR-57（ポータブルラジオ）
  - KDR-10（手回しラジオライト）
  - MR-200（ポータブルラジオ）
  - KDR-20WP（防滴手回しラジオ） 2011年9月発売
  - KDR-105（手回しラジオライト） 2012年5月発売
- スピーカー - WINTECH、audion
  - MSP-10
  - MSP-20
  - SPS-B6（2.0chアクティブスピーカー）
  - SPS-B2（2.1chスピーカー）
  - ASP-10（アニマルダンシングスピーカー）
- ICレコーダー（ボイスレコーダー） - WINTECH
  - VR-S80（ボイスレコーダー） 2011年8月発売
  - VR-S900R（ラジオ録音機能付きボイスレコーダー） 2011年10月発売
- 雑貨系家電 - WINTECH
  - JB-08D（ジュークボックス型CDラジオ）
  - CD-PN1（ピアノ型CDラジオ）
  - CD-HL2/R（ヘリコプター型CDラジオ）
  - AR-233（ミニチュアアンティークラジオ）
- iPod関連オーディオ - WINTECH
  - KIP-100（iPodドッキングCDクロックラジオ）
  - PD-28iP（iPodドッキングパンダ型スピーカー） 2011年2月発売
  - KW-211iPH（iPodドッキングCDクロックラジオ） 2012年6月発売

映像機器
- DVDプレーヤー - WINTECH
  - DVD-MN3
  - DVD-CK1
  - DVD-700R
  - DVD-710R 2010年12月発売
  - DVD-FTV9 2012年2月発売
- ブルーレイプレーヤー- WINTECH、Venturer
  - BRD-10（ポータブルブルーレイ） 2010年12月発売
  - BRD-100（据え置きブルーレイ） 2011年7月発売

その他
- インターネットラジオ - i-tuner
  - IR-T1
- 充電式扇風機 - WINTECH
  - CFL-20（ラジオ付き充電式扇風機） 2011年7月発売
  - CFL-25（ラジオ付き充電式扇風機） 2011年7月発売

## その他
2021年4月期放送にテレビアニメ『美少年探偵団』において、サブキャラクターの沃野禁止郎が「WINTEC」のボイスレコーダーで録音されているが、既に声のみの登場であった。エンディングでは「廣華物産」名義でクレジットに記載されていた。